# Joaquín Luis Ramírez Rodríguez
Joaquín Luis Ramírez Rodríguez, né le 21 juin 1956 à Malaga, est un homme politique espagnol membre du Parti populaire (PP).

## Biographie

### Vie privée
Il est marié et père de trois filles et deux fils.

### Profession
Il est avocat.

### Carrière politique
Il a été député au Parlement d'Andalousie de 1994 à 2008, conseiller municipal de Málaga et député provincial de 2003 à 2008.
Le 14 mars 2004, il est élu sénateur pour Malaga au Sénat et réélu en 2008, 2011, 2015 et 2016.